# 994 TCN
994 TCN là một năm trong lịch La Mã.